# Fútbol en Georgia
El fútbol es el deporte más popular en Georgia, especialmente tras el colapso de la Unión Soviética en 1991 y la creación de la liga nacional de fútbol georgiana. La Federación Georgiana de Fútbol (GFF) es el máximo organismo del fútbol profesional en Georgia y fue fundada en 1936, aunque se afilió a la FIFA y a la UEFA en 1992. La GFF gestiona la selección nacional masculina, femenina y de fútbol sala.
El FC Dinamo Tbilisi es el equipo más importante del país y fue uno de los más competitivos de la Primera División de la Unión Soviética, siendo junto al FC Dinamo Moscú y Dinamo Kiev, los únicos clubes que nunca descendieron a la segunda división soviética. Entre sus títulos destacan las ligas soviéticas de 1964 y 1978, dos Copas de la Unión Soviética en 1976 y 1979, y la Recopa de Europa en 1981. Nodar Akhalkatsi fue el entrenador de la época dorada del Dinamo Tbilisi y también fue asistente del entrenador de la selección nacional de la Unión Soviética durante la Copa Mundial de la FIFA en 1982. Tras la independencia del país, el Dinamo se proclamó campeón de la liga georgiana desde 1990 hasta 1999.

## Competiciones oficiales entre clubes
- Umaglesi Liga: es la primera división del fútbol georgiano. Fue fundada en 1990 después de la desintegración de la Unión Soviética —y su correspondiente liga, la Primera Liga Soviética— y está compuesta por 12 clubes.
- Pirveli Liga: es la segunda división en el sistema de ligas georgiano. Está compuesta por 20 clubes, de los cuales dos ascienden a la Umaglesi Liga.
- Meore Liga: es la tercera división en el sistema de ligas de Georgia. El número de clubes varía cada año, pero suelen competir alrededor de 30 equipos repartidos siempre en dos grupos.
- Copa de Georgia: es la copa nacional del fútbol georgiano, organizada por la Federación Georgiana de Fútbol y cuyo campeón tiene acceso a disputar la UEFA Europa League.
- Supercopa de Georgia: competición que enfrenta al campeón de la Umaglesi Liga y al campeón de Copa.

## Selecciones de fútbol de Georgia

### Selección absoluta de Georgia
La selección de Georgia, en sus distintas categorías está controlada por la Federación Georgiana de Fútbol.
El equipo georgiano disputó su primer partido oficial el 27 de mayo de 1990 en Tiflis ante Lituania, partido que se resolvió por 2-2. Aún no ha conseguido clasificarse para la fase final de ninguna Copa del Mundo de la FIFA ni Eurocopas. Levan Kobiashvili, con 100 internacionalidades, es el jugador que más veces ha vestido la camiseta de la selección nacional.

### Selección femenina de Georgia
La selección femenina debutó el 10 de septiembre de 1997 ante la selección de Yugoslavia en Tula (Rusia) en un partido que ganaron las yugoslavas por 11-0. Hasta el momento el combinado femenino georgiano aún no ha participado en una fase final de la Copa del Mundo o de Eurocopa.